# Ouro Branco (Minas Gerais)
Ouro Branco é um município brasileiro no interior do estado de Minas Gerais, Região Sudeste do país. Localiza-se na região central do estado e ocupa uma área de cerca de 260 km², sendo que 11 km² estão em perímetro urbano. Sua população foi estimada pelo IBGE em 40 411 habitantes, em 2024.
Ouro Branco ocupou a primeira posição no ranking das melhores cidades do estado de Minas Gerais em 2010, segundo o Índice FIRJAN de Desenvolvimento Municipal. O município abriga uma das mais importantes siderúrgicas do Brasil, a Gerdau Açominas.

## Geografia
Conforme a classificação geográfica mais moderna (2017) do IBGE, Ouro Branco é um Centro Subregional B da Região Geográfica Imediata de Conselheiro Lafaiete, na Região Geográfica Intermediária de Barbacena.

## História

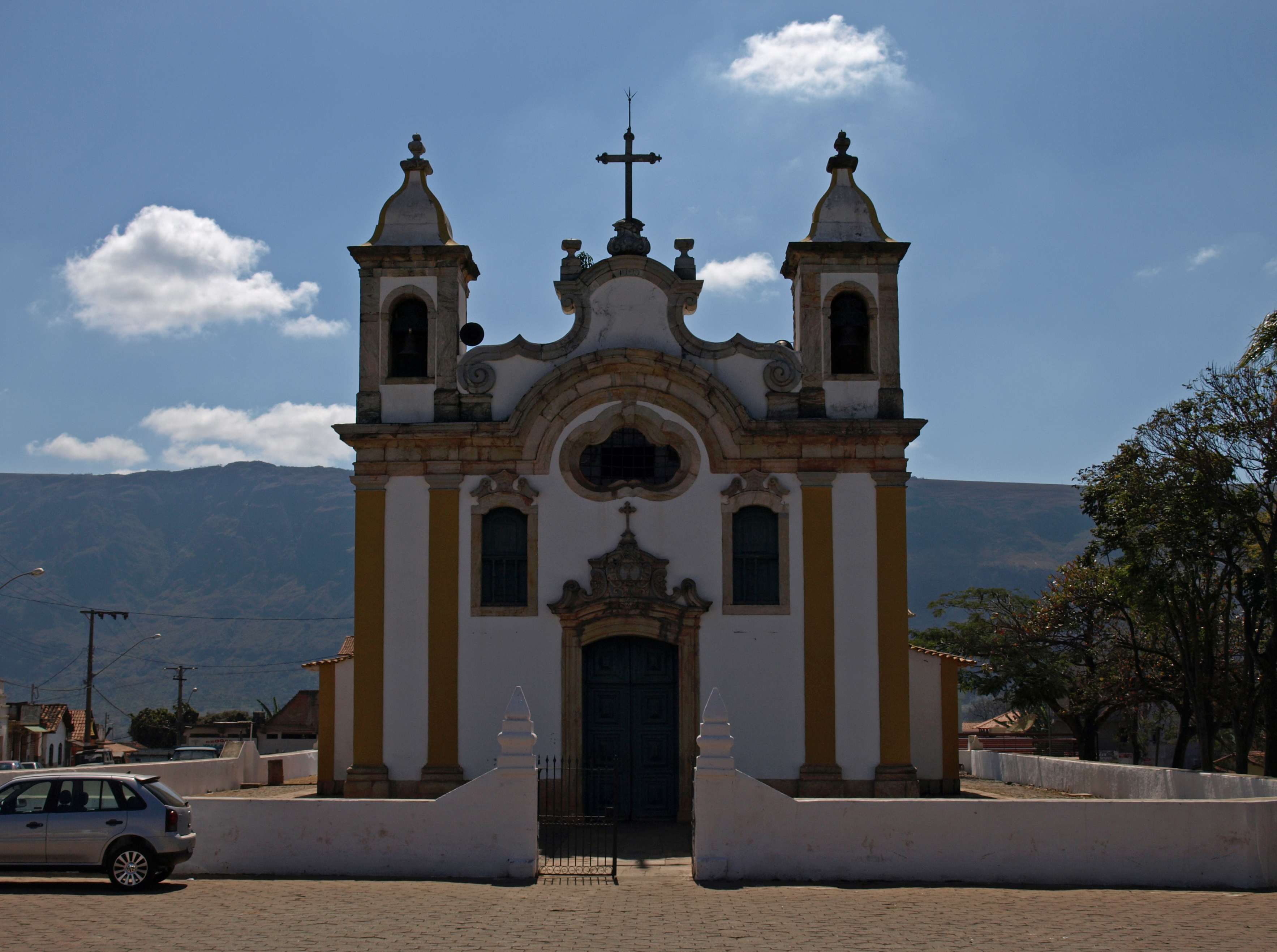
Igreja Matriz de Santo Antônio de Ouro Branco, do século XVIII.

Atraídos pela existência de ouro, em fins do século XVII, ex-integrantes da bandeira de Borba Gato desbravaram a região da atual Ouro Branco. O bandeirante Miguel Garcia, lá encontrou ouro que tinha uma coloração esbranquiçada, ficando assim conhecido como "ouro branco".
Em 16 de fevereiro de 1724, durante o governo de dom Lourenço de Almeida, o arraial foi elevado à categoria de freguesia colativa, sendo considerada uma das povoações mais antigas de Minas Gerais. A construção da Igreja Matriz de Santo Antônio de Ouro Branco data de 1717, tendo sido, provavelmente, concluída em 1779. A diferença de 62 anos é justificável, visto que as obras em igrejas de certa importância, nos tempos coloniais, duravam anos.
Ouro Branco foi distrito de Ouro Preto, tornando-se município em 1953. A cidade ainda guarda bens históricos como a capela Nossa Senhora Mãe dos Homens e a Igreja de Santo Antônio de Itatiaia também são do século XVIII. Em Ouro Branco também se encontra a Casa de Tiradentes, situada à margem direita da Estrada Real.
Houve vários ciclos econômicos em Ouro Branco, que iniciaram com o ciclo do ouro, depois, o ciclo da uva, posteriormente, o ciclo da batata, e atualmente, a atividade preponderante é a industrial, que iniciou-se com a instalação da então empresa estatal Aço Minas Gerais S.A.. em 1976, atual Gerdau Açominas S.A, que inaugurou o ciclo do aço.

### Uma outra parte da historia

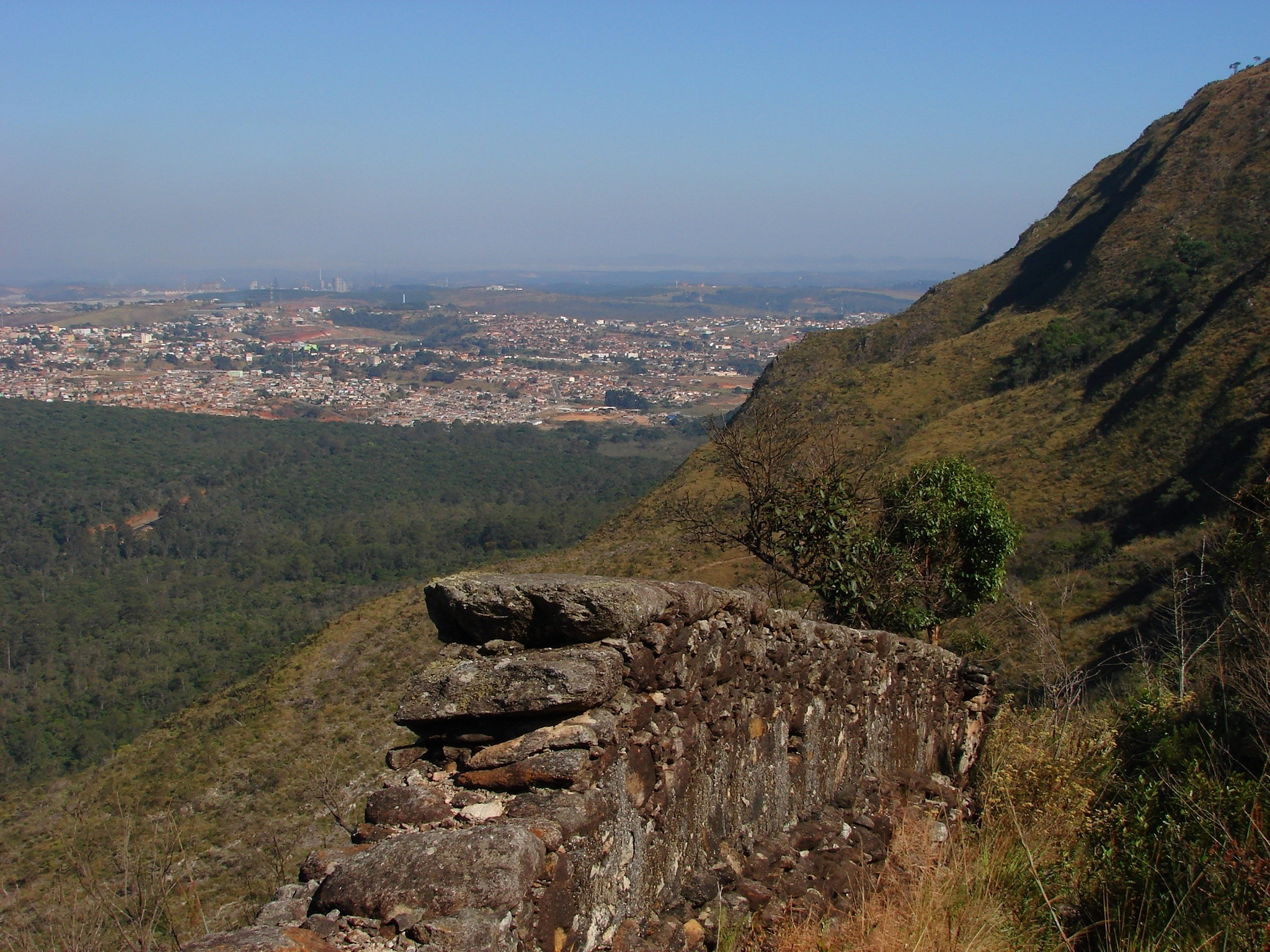
Serra do Ouro Branco com a cidade ao fundo

O povoado de Santo Antônio de Ouro Branco teve sua origem em fins do século XVII, provavelmente no ano de 1694, como consequência do processo de ocupação iniciado com as primeiras bandeiras que, subindo o Rio das Velhas à procura de ouro, desbravaram a região, assentando-se ao pé da Serra de Ouro Branco, também denominada, na época, Serra do Deus (te) Livre (tombada pelo IEPHA em 07/11/1978).
Os primitivos habitantes desta região foram os índios da tribo Carijós.
Os ex-integrantes da Bandeira chefiada por Borba Gato, Miguel Garcia de Almeida Cunha e Manuel Garcia, transpondo os altos da cachoeira de Itabira do Campo (atualmente Itabirito) descobre o ouro na falha radial da Serra, onde se encontram os mananciais dos Ribeirões da Cachoeira e Água Limpa. Tal descoberta não produz o rendimento esperado: Manuel e Miguel se desentendem e a bandeira se divide.
Manuel Garcia segue na direção Nordeste, indo dar com o rico córrego do Tripuí, descobrindo o "Ouro Preto", cor produzida devido à presença do Óxido de Ferro em sua composição.
Miguel Garcia, por sua vez, desce o vale do chamado "Rio da Serra", que corre para o Oeste, paralelamente à aguda escarpa da Serra de Deus Livre. Funda um povoado nessa região, após descobrir ouro de cor amarela, clara, produzida pelo mineral Paládio a ele associado, denominado "Ouro Branco" por simples contraste cromático aparente com o "Ouro Preto" do Tripuí.
Ouro Branco foi uma das mais antigas freguesias de Minas, tornada colativa pelo alvará de 16 de fevereiro de 1724, expedido pela Rainha Maria I, durante o governo de Lourenço de Almeida. Nesse período Ouro Branco já possuía considerável importância econômica pela prosperidade de sua população.
O ouro extraído em Ouro Branco era desprezível em relação à extração praticada em Ouro Preto. Por essa época, a má qualidade das jazidas auríferas e as dificuldades de exploração, advindas do primitivo processo utilizado, fazem atividade mineradora retroceder.

## A Serra do Ouro Branco

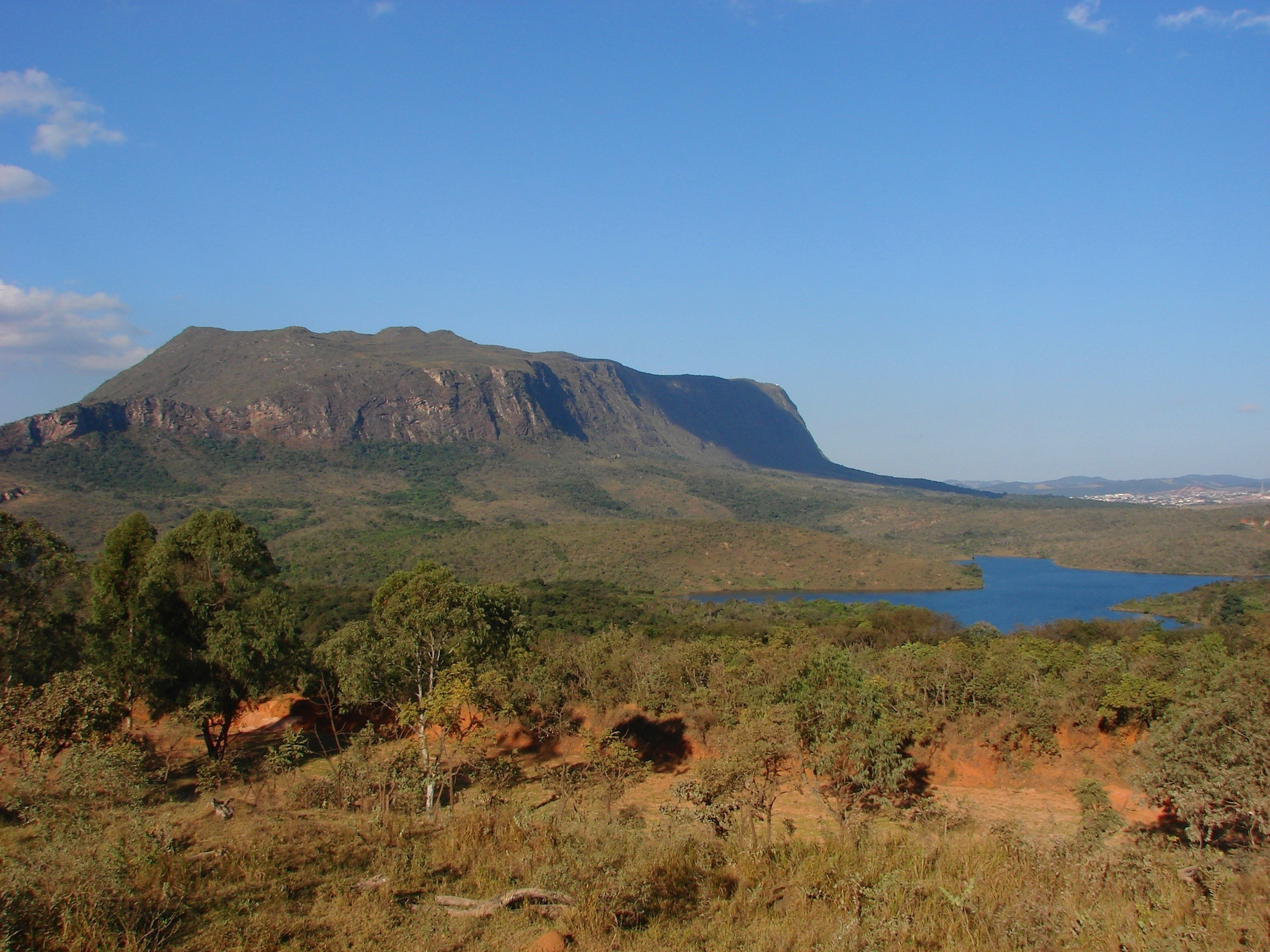
Uma vista da Serra de Ouro Branco

A Serra do Ouro Branco tem uma área aproximada de 1 614 hectares e está localizada no município de Ouro Branco. É uma elevação abrupta, formada por um paredão com cerca de vinte quilômetros de extensão a sudeste, que delimita um planalto cuja altitude varia entre 1 250 e 1 568 metros e encostas íngremes a nordeste.
Os solos, em sua grande maioria, são arenosos, oriundos de rochas quartzíticas e uma pequena porção, a nordeste, é constituída de solos argilosos, provenientes da formação mineral tipo itabirito.
É considerada o marco inicial sul da Cadeia do Espinhaço, que compreende um grupo de serras com altitudes variáveis, ao longo de 1.100 km de extensão, até a Bahia. Essa cadeia abriga um dos mais ricos ecossistemas do mundo, os campos rupestres.
A vegetação de campos rupestres é caracterizada por um mosaico de formações vegetacionais que se desenvolvem em solo arenoso e pedregoso de origem quartzítica. Esse mosaico é constituído de cinco formações: grupos graminoides, afloramentos rochosos, matas de galerias e capões, campos brejosos e campos de velózias (canela-de-ema). Essa diversidade de ambientais condiciona uma flora rica, diversificada e endêmica (ocorrência restrita). No topo da serra, o bioma tem uma biodiversidade pouco conhecida e preservada.
A Serra do Ouro Branco é uma importante área de recarga das bacias do rio Paraopeba e rio Doce. Apresenta uma grande quantidade de nascentes e cursos d’água, que, em sua maioria, formam o Lago Soledade. Além disso, fornece toda a água que é consumida pela cidade de Ouro Branco.

## Educação
O município sedia duas instituições federais de ensino superior: o Câmpus Alto Paraopeba da Universidade Federal de São João del-Rei (UFSJ) situado na divisa de Congonhas e Ouro Branco e o Câmpus Ouro Branco do Instituto Federal de Minas Gerais (IFMG). A UFSJ oferece cinco cursos de graduação:
- Engenharia Civil
- Engenharia de Bioprocessos
- Engenharia de Telecomunicações
- Engenharia Mecatrônica
- Engenharia Química

O IFMG, por sua vez, oferece os cursos de:
- Bacharelado em Sistemas de Informação
- Licenciatura em Pedagogia
- Bacharelado em Engenharia Metalúrgica
- Bacharelado em Administração
- Ensino médio integrado aos cursos técnicos em Administração, Informática e Metalurgia.

## Turismo
Além das belezas naturais, está entre as atrações o conjunto arquitetônico e paisagístico da Capela de Santana e a casa-sede da Fazenda Pé do Morro, localizado a quatro quilômetros da área urbana, aos pés da serra de Ouro Branco e às margens da Estrada Real. A origem do local é do século XVIII e pela importância patrimonial foi tombado pelo IEPHA em dezembro de 2009.

## Clima
Os verões são quentes e chuvosos. No inverno as temperaturas podem cair bastante. Geralmente as noites são agradáveis durante todo o ano. As estações do ano com temperatura mais amena e estável são o outono e a primavera.
Segundo dados do Instituto Nacional de Meteorologia (INMET) coletados na estação meteorológica automática da cidade, a menor temperatura registrada foi de 5,1 °C no dia 30 de julho de 2021, e a maior atingiu 36,1 °C em 7 de outubro de 2020. Contudo, vale ressaltar que a estação apresenta inconsistências e deixou de operar durante alguns períodos.
| Dados climatológicos para Ouro Branco, Minas Gerais - Brasil | Dados climatológicos para Ouro Branco, Minas Gerais - Brasil | Dados climatológicos para Ouro Branco, Minas Gerais - Brasil | Dados climatológicos para Ouro Branco, Minas Gerais - Brasil | Dados climatológicos para Ouro Branco, Minas Gerais - Brasil | Dados climatológicos para Ouro Branco, Minas Gerais - Brasil | Dados climatológicos para Ouro Branco, Minas Gerais - Brasil | Dados climatológicos para Ouro Branco, Minas Gerais - Brasil | Dados climatológicos para Ouro Branco, Minas Gerais - Brasil | Dados climatológicos para Ouro Branco, Minas Gerais - Brasil | Dados climatológicos para Ouro Branco, Minas Gerais - Brasil | Dados climatológicos para Ouro Branco, Minas Gerais - Brasil | Dados climatológicos para Ouro Branco, Minas Gerais - Brasil | Dados climatológicos para Ouro Branco, Minas Gerais - Brasil |
| Mês                                                          | Jan                                                          | Fev                                                          | Mar                                                          | Abr                                                          | Mai                                                          | Jun                                                          | Jul                                                          | Ago                                                          | Set                                                          | Out                                                          | Nov                                                          | Dez                                                          | Ano                                                          |
| ------------------------------------------------------------ | ------------------------------------------------------------ | ------------------------------------------------------------ | ------------------------------------------------------------ | ------------------------------------------------------------ | ------------------------------------------------------------ | ------------------------------------------------------------ | ------------------------------------------------------------ | ------------------------------------------------------------ | ------------------------------------------------------------ | ------------------------------------------------------------ | ------------------------------------------------------------ | ------------------------------------------------------------ | ------------------------------------------------------------ |
| Temperatura máxima média (°C)                                | 28,2                                                         | 28,5                                                         | 28,5                                                         | 27,1                                                         | 25,5                                                         | 24,5                                                         | 24,7                                                         | 25,9                                                         | 26,8                                                         | 27,4                                                         | 27,5                                                         | 27,3                                                         | 26,8                                                         |
| Temperatura mínima média (°C)                                | 17,6                                                         | 17,7                                                         | 16,8                                                         | 15,0                                                         | 12,3                                                         | 10,2                                                         | 9,8                                                          | 11,1                                                         | 13,8                                                         | 16,0                                                         | 16,8                                                         | 17,2                                                         | 14,5                                                         |
| Precipitação (mm)                                            | 252,0                                                        | 184,9                                                        | 155,5                                                        | 69,2                                                         | 27,7                                                         | 12,3                                                         | 10,3                                                         | 11,8                                                         | 48,7                                                         | 123,7                                                        | 202,3                                                        | 305,8                                                        | 1 404,5                                                      |
| Fonte: Tempo Agora 3 de junho de 2013                        |                                                              |                                                              |                                                              |                                                              |                                                              |                                                              |                                                              |                                                              |                                                              |                                                              |                                                              |                                                              |                                                              |